# 328. strelska divizija (ZSSR)
328. strelska divizija (izvirno rusko 328. стрелковая дивизия; kratica 328. SD) je bila strelska divizija Rdeče armade v času druge svetovne vojne.

## Zgodovina
Divizija je bila ustanovljena septembra 1941 v Jaroslavlu in bila marca 1942 preoblikovana v 31. gardno strelsko divizijo. Ponovno je bila ustanovljena julija 1942 v Beslanu.